# Dialogue entre les Églises des trois conciles et la Communion anglicane
Un dialogue interconfessionnel entre les Églises des trois conciles et la Communion anglicane existe officiellement depuis les années 1990-2000 en vue d'améliorer leurs relations et de résoudre les différends doctrinaux.
Ce dialogue est mené en particulier au sein de la Commission mixte pour le dialogue théologique entre la Communion anglicane et les Églises orthodoxes orientales.
Des obstacles importants sont survenus dans le dialogue anglican-orthodoxe oriental lorsqu'une partie de la Communion anglicane a décidé d'ordonner des femmes évêques.

## Historique

### Réunions de la Commission mixte
- 22-26 octobre 2018 : 7ème rencontre à la résidence patriarcale syriaque orthodoxe à Atchaneh (Liban)